# Carl Eduard Adolph Gerstaecker
Carl Eduard Adolph Gerstaecker (30. srpna 1828 - 20 června 1895) byl německý zoolog, entomolog a profesor na Humboldtově univerzitě v Berlíně a poté na Univerzitě v Greifswaldu. Živočišné druhy jím popsané jsou označovány zkratkou „Gerstaecker“. 

## Životopis
Gerstaecker se narodil v Berlíně, kde studoval medicínu a přírodní vědy, doktorát získal v roce 1855 jako student Johanna Christopha Friedricha Kluga. V roce 1856 habilitoval ze zoologie a brzy poté se stal kurátorem v Zoologickém muzeu Humboldtovy univerzity. V roce 1864 začal pracovat jako lektor na Landwirtschaftlichen Lehranstalt (Vysoké škole zemědělské) v Berlíně. V roce 1874 se stal hostujícím profesorem zoologie na Humboldtově univerzitě v Berlíně a v roce 1876 profesorem zoologie na Univerzitě v Greifswaldu. Zemřel v Greifswaldu.

## Dílo
- Monographie der Endomychiden, (1858).
- Handbuch der Zoologie, (Wilhelm Peters, Julius Victor Carus, Gerstaecker), Lipsko (1863-1875).
- Handbuch der zoologie. Zweiter Band, (Julius Victor Carus, Gerstaecker), C.E.A., ed. Lipsko (1863), (Arthropoda)
- Arthropoda, in Klassen und Ordnungen des Thierreichs, 1866–93.
- Beitrag zur Insekten-Fauna von Zanzibar, Části 1-3., (1866).
- Das Skelet des Döglings Hyperoodon Rostratus (Pont.) Ein Beitrag zur Osteologie der Cetaceen und zur vergleichenden Morphologie der Wirbelsäule, (1887)
- On The Geographical Distribution and Varieties of the Honey-Bee, with Remarks upon the Exotic Honeybees of the Old World, The Annals and Magazine of Natural History, Zoology, Botany, and Geology (1863) vol.11, no.3, pp. 270-283.[3]